# NGC 3447A
NGC 3447A је галаксија у сазвежђу Лав која се налази на NGC листи објеката дубоког неба.
Деклинација објекта је + 16° 47' 5" а ректасцензија 10h 53m 30,3s. Привидна величина (магнитуда) објекта NGC 3447 износи 12,5 а фотографска магнитуда 13,1. NGC 3447A је још познат и под ознакама UGC 6007, MCG 3-28-28, VV 252, KCPG 255B, PGC 32700.